# بنغلابيديا
بنغلابيديا أو موسوعة بنغلادش الوطنية هي أول مشروع دائرة معارف من بنغلادش. انطلق هذا المشروع عام 1998 بتكلفة ৲80 مليون.

## وصلات خارجية
- جمعية بنغلادش الآسيوية
- بنغلابيديا على موقع⁬وب جمعية بنغلادش الآسيوية

معلومات رسمية
- محررو بنغلابيديا
- أمناء بنغلابيديا
- مساهمو بنغلابيديا
- مترجمو بنغلابيديا
- فريق مطوري بنغلابيديا

إنترنت بنغلابيديا
- موقع⁬وب بنغلابيديا الرسمي